# Xã Polkton, Michigan
Xã Polkton (tiếng Anh: Polkton Township) là một xã thuộc quận Ottawa, tiểu bang Michigan, Hoa Kỳ. Năm 2010, dân số của xã này là 2.423 người.